# پت کارلین
پت کارلین (انگلیسی: Pat Carlin; ۱۷ دسامبر ۱۹۲۹ – ۸ آوریل ۲۰۱۲) بازیکن فوتبال بود.